# Partia Pracy (Turcja)
Partia Pracy (tur. Emek Partisi, EMEP) – turecka komunistyczna partia polityczna założona w 1996.
Jest jednym z uczestników Kongresu Ludowo-Demokratycznego, inicjatywy politycznej, która przyczyniła się do powstania Ludowej Partii Demokratycznej (HDP) w 2012. Jest jedną z nielicznych partii politycznych w Turcji, które uznają ludobójstwo Ormian.

## Wyniki wyborów
Partia wzięła udział w wyborach parlamentarnych w 1999, zdobywając 51 756 głosów, czyli 0,17% ogółu. W 2007 EMEP stała się jedną z partii założycielskich koalicji wyborczej Sojuszu Tysiąca Nadziei. Celem sojuszu było obejście progu 10% do Wielkiego Zgromadzenia Narodowego Turcji wprowadzonego w tureckiej konstytucji w 1982. W wyborach parlamentarnych w 2007 partia zgromadziła 26 574 głosów tj. 0,08%, a w wyborach parlamentarnych w 2011 32 128 głosów, czyli 0,07%.
25 sierpnia 2022 zawiązała koalicję wyborczą Sojusz Pracy i Wolności, razem z HDP, Partią Pracujących Turcji (TİP), Partią Ruchu Robotniczego (EHP), Partią Wolności Społecznej (TÖP) oraz Federacją Zgromadzeń Socjalistycznych (SMF).